# دانیلو کونزه
دانیلو کونزه (انگلیسی: Danilo Kunze؛ زادهٔ ۲۹ ژوئن ۱۹۷۱) بازیکن فوتبال اهل آلمان شرقی است.
از باشگاه‌هایی که در آن بازی کرده‌است می‌توان به باشگاه فوتبال ارتسگبیرگ آئو اشاره کرد.